# Fakir

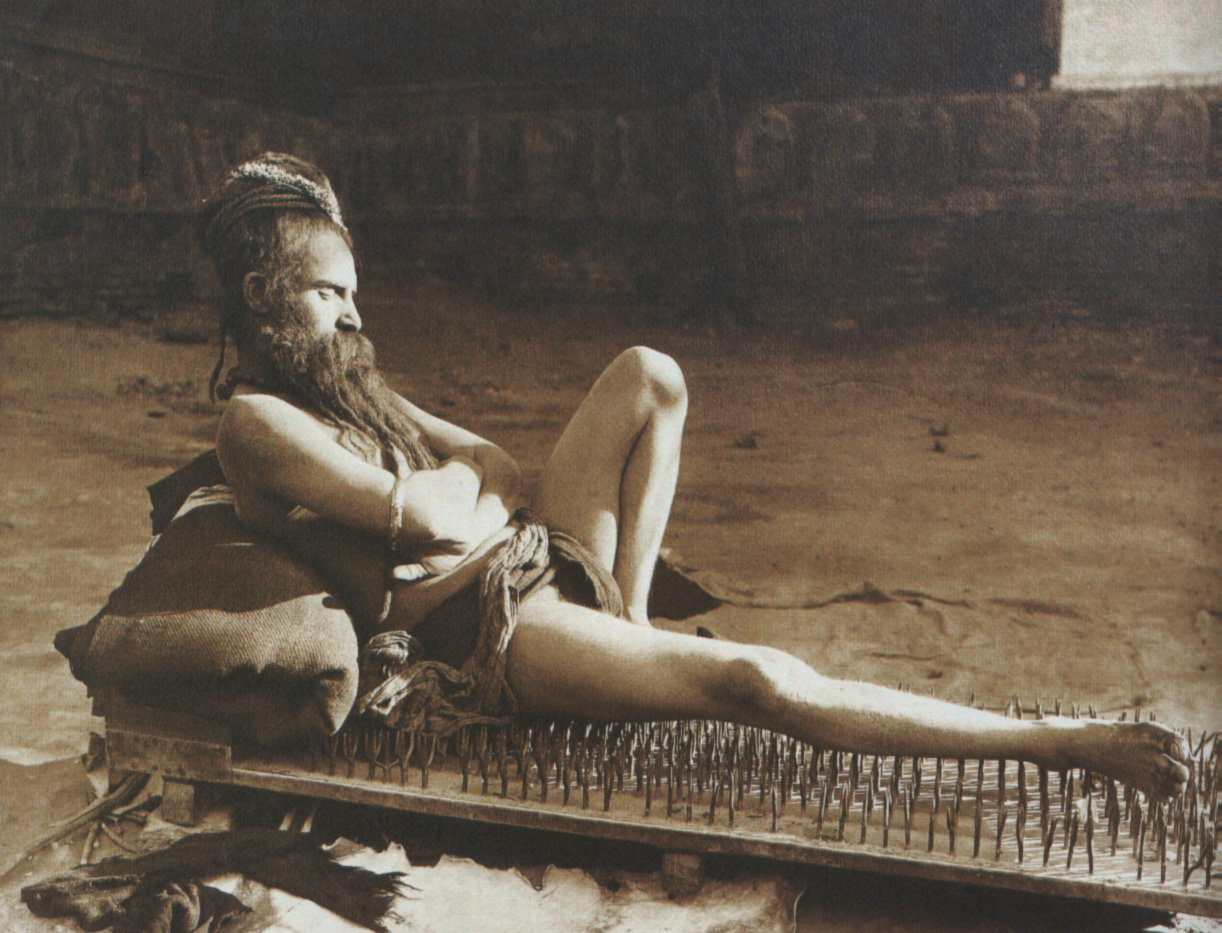
Dieser auf einem Nagelbrett ruhende indische Yogi entspricht der allgemeinen Vorstellung von einem Fakir. Die angespitzten Nägel sind vermutlich aus Holz. Fotografie von Herbert Ponting in Benares, 1907.

Als  Fakir (von arabisch فقير, DMG faqīr ‚arm‘; die Betonung kann sowohl auf der ersten als auch auf der zweiten Silbe liegen) wird heute ein Anhänger des islamischen Sufismus, also ein Derwisch bezeichnet. Der Ausdruck wird auch für heimat- und besitzlos umherwandernde hinduistische Asketen verwendet und für Sadhus, die ihre teilweise bizarren Künste vor Publikum demonstrieren. Umgangssprachlich bezeichnet „Fakir“ eine Person, die aus Show-Gründen zeigt, wie sie scheinbar ohne sichtbare Schmerzen Dinge tut, die normalerweise überaus schmerzhaft sind.
Das Wort faqīr ist arabisch und bedeutet „arm, bedürftig“. In dieser Bedeutung kommt es zwölfmal im Koran vor. Ein weiteres arabisches Wort für „arm“ ist miskīn. Der Rechtsgelehrte Dschābir ibn Zaid meinte, dass der Unterschied zwischen beiden Bezeichnungen darin besteht, dass der Faqīr nicht bettelt, während der Miskīn das sehr wohl tut.
Einerseits sind viele Fakire Mitglieder religiöser, besonders islamischer Orden, die durch lange Übung besondere psychische und physische Zustände wie zum Beispiel eine Katalepsie hervorbringen können. Andererseits nutzen viele Gaukler den Aberglauben und die Sensationslust der Bevölkerung, um sich als Fakir mit angeblichen „Wundern“ und „Zaubertricks“ den Lebensunterhalt zu verdienen.
In Europa bekannt wurden Fakire durch das Fakirbrett respektive Fakirbett, eine Liegestatt aus großen Zimmermannsnägeln. Das große Erstaunen der Bevölkerung, wenn sich der Fakir ohne Verletzung von diesem „Bett“ erhob, ist allerdings auf ein einfaches physikalisches Prinzip zurückzuführen, wonach sich die Gesamtgewichtskraft relativ gleichmäßig auf sehr viele Nägel verteilt und eine Wunde daher nahezu ausgeschlossen ist, falls genügend Nägel vorhanden sind und das Gewicht des Fakirs gering genug ist. Der Niederländer Mirin Dajo (1912–1948) und der Franzose Ben-Ghou-Bey (1931–1990) wurden durch öffentliche Vorführungen bekannt, bei denen sie sich spitze Gegenstände durch den Körper stachen oder stechen ließen.